# 美女と野獣

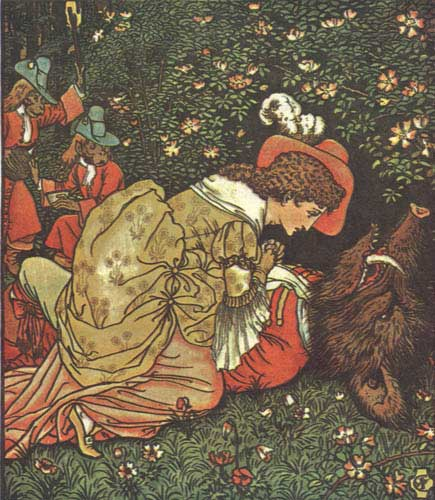
ウォルター・クレインによる『美女と野獣』挿絵

『美女と野獣』（びじょとやじゅう、仏: La Belle et la Bête）は、フランスの異類婚姻譚である。1740年にガブリエル＝シュザンヌ・ド・ヴィルヌーヴ（ヴィルヌーヴ夫人）によって最初に書かれた。現在広く知られているのはそれを短縮して1756年に出版された、ジャンヌ＝マリー・ルプランス・ド・ボーモン（ボーモン夫人）版である。

## あらすじ

### ヴィルヌーヴ版
ラ・ベル編
商売運に恵まれ、莫大な財産を築き上げた商人がいた。彼は妻に先立たれてたが、6人の息子と6人の娘という子宝に恵まれていた。娘たちは皆美しいと評判であったが、明るく優しい性格で「ラ・ベル（フランス語で「美女」という意味の一般名詞）」と呼ばれていた末娘とは違い、5人の姉たちは一家の財産を鼻にかけ傲慢であった。しかし屋敷が火事で全焼し、所有していた商船も嵐で失われるといった不幸が重なる。
貧困に転落し辺鄙な田舎で暮らしていた一家に、失われたと思っていた商船の一隻が無事港に戻ってきたという知らせが届く。元の贅沢な暮らしに戻れると思った姉たちは港に向かおうとする父親に宝石などをねだる。末娘は無欲であったが、姉たちにそそのかされ結局一輪の薔薇をねだることにした。しかし商人は結局利益を得ることができず、無一文で土産も何一つ買えないまま帰路につく。帰り道、嵐や大雪に巻き込まれ道に迷った商人は偶然、美しくも奇妙な城に辿り着く。城内には彫像が沢山置かれているほかは人の姿は一人も見当たらないが、なぜか商人のために暖炉が焚かれ、豪華な食事まで用意されているのだった。
商人は庭に薔薇の木で作られた生垣を見つける。末娘との約束を思い出した商人が薔薇を一輪摘むと、彼の前に怒り狂った様子の野獣が現れ、「お前をもてなし、親切にしてやったのに、厚かましくも私の薔薇を盗むとは」と言う。恐ろしい城主は商人に死をもって償うよう迫るが、薔薇が土産であったことを知ると代わりに娘を差し出すように要求した。
野獣は商人の末娘を大いに歓迎し、何不自由ない贅沢な暮らしを送らせる。野獣は毎日のように娘に求婚するが、娘がきっぱりと断るとそれ以上は何もしなかった。娘は毎晩、美しい青年の夢を見るようになる。青年は娘に愛を語らい、娘は謎の青年にすっかり惹かれるようになる。また、夢にはしばしば威厳ある貴婦人が現れ、娘を励まし、様々な助言を与えた。城内で夢で見た美青年の肖像画を城内で見つけた娘は、彼が実在し、城のどこかに囚われているのではないかと考える。
娘は初め豊かな暮らしを謳歌するが、自由のない暮らしに徐々に苦しみ始め、とうとう野獣に家族と再会したいと打ち明けてしまう。野獣は娘を非難するが、結局2か月だけ帰郷を許すことにした。
娘は魔法によって家族の元に運ばれるが、そこは見知らぬ家だった。一家は父親が野獣に持たされていた財宝で、以前ほどではないにしろ余裕のある生活を取り戻し、街にある新たな家に引っ越していたのだった。突如現れた末娘に街の男たちは夢中になり、次々と求婚に訪れる。娘は出発を早めようとするが、父親らの強い引き留めにあい、結局2か月の期限を過ぎてしまう。
娘は夢の中で、城の近くの洞穴の中で死にかけている光景を見る。更に夢の中の貴婦人が、あと一日でも帰りが遅れたら野獣は死ぬと警告する。恐ろしくなった娘はようやく城に戻る。野獣は必死の介助でどうにか意識を取り戻すが、野獣を失う不安に駆られたことで、娘は自分の中に野獣を愛する気持ちがあったことに気付かされる。二人は結婚を約束するが、野獣はベッドに入るやいなやすぐに眠りに落ちてしまう。翌朝娘が目を覚ますとベッドには野獣の姿はなく、代わりに夢で見たあの美青年がいたのだった。
突如、青年と娘の元に、二人の女性が馬車に乗って現れる。一人は娘がいつも夢に見ていたあの貴婦人で、その正体は身分の高い妖精であった。もう一人は女王で、青年の母親でもあった。妖精はまるで見てきたかのように、その娘のおかげで息子が生き返り、人間の姿に戻れたことを女王に説明する。
野獣編
青年は妻に、これまでの経緯を洗いざらい打ち明ける。父親である王は青年が生まれる前に死去しており、王の不在に目をつけた他国が侵略を試みたため、女王は自ら軍を率いて前線に立ち、侵略者を追い返すため、息子の養育を世話役の年老いた醜い妖精に任せる他なくなった。戦争は長引き、女王率いる軍が無事勝利を収めた頃には十数年が経過していた。
母親代わりに王子を育て上げた妖精だったが、王子が美青年へと成長すると、今度は自身を王子の結婚相手にするよう要求する。女王も王子自身も感謝しこそすれ、よぼよぼの老女でしかない妖精との結婚など到底考えられなかった。要求を拒絶された妖精は二人を逆恨みし、王子に呪いを掛けて醜い野獣の姿に変えてしまう。更には、呪いは野獣に求婚するほど深い愛情を抱いた女性が現れれば解けるが、その前に野獣の正体が知られれば二度と呪いは解けない、という条件を付ける。
悲嘆に暮れる女王の元に、もう一人の妖精が現れ、王子の呪いを解くための戦略を考える。妖精は呪いの瞬間を目撃した侍女や衛兵などの口から王子の正体が露見しないよう彼らを魔法で彫像に変えた。また、娘に一輪の薔薇をねだられた商人が城に迷い込んでくることを予見した妖精は、王子に薔薇の木で生垣を作らせ、商人に薔薇を摘ませるよう仕向けた。その後野獣に脅された商人の娘が城にやってくることは、全て妖精の計画のうちだったのである。
妖精編
更に妖精の口から、妖精らの過去の物語や、娘の出生の秘密や女王ら王族との関係が語られる。城には更に商人や兄弟姉妹らを乗せた馬車が現れる。娘の姉たちは嫉妬の色を隠せないでいるが、一家は娘の幸福を喜び合う。

### ボーモン版
ヴィルヌーヴ版から大幅に短縮されており、全体のボリュームはヴィルヌーヴ版の1/9ほどになっている。野獣編以降の展開は全て削除され、ラ・ベル編自体も描写はかなり簡素化されている。登場人物も商人の6人の息子と6人の娘がそれぞれボーモン版では3人ずつになるなど減らされたり、設定が変更されたりしている。物語自体もヴィルヌーヴ版はどちらかと言えば大人向けであるのに対し、ボーモン版は童話として再構成され、教育的な部分がより強調されている。
ヴィルヌーヴによるオリジナル版は万人受けする内容とは言い難く、後にボーモン版が登場するまでは『美女と野獣』は無名であった。ボーモンによって書き直された『美女と野獣』はたちまち大ヒットとなり、世界中で広く愛読されるようになった。後世の書籍や派生作品は、ほとんどがこのボーモン版を土台にしたものである。

## 元にした作品

### 文学
夏の庭と冬の庭（Von den Sommer- und Wintergarten）
グリム童話（初版から6版まで）の1編。

### 映画
美女と野獣（La Belle et la Bête）
1946年フランス。ジャン・コクトー監督。
美女と野獣（Beauty and the Beast）
1975年アメリカ。フィルダー・クック監督。
美女と野獣（Beauty and the Beast）
1991年アメリカ。ゲーリー・トゥルースデイル、カーク・ワイズ監督。ウォルト・ディズニー制作のアニメーション映画。
美女&野獣（Beauty and the Beast）
2009年オーストラリア。デヴィッド・リスター監督。
美女と野獣（La Belle et la Bête）
2014年フランス。クリストフ・ガンズ監督。
美女と野獣（Beauty and the Beast）
2017年アメリカ。ウォルト・ディズニー制作の劇場アニメ『美女と野獣』の実写映画版。

### テレビドラマ
美女と野獣（Beauty and the Beast）
1976年アメリカ。ホールマーク・ホール・オブ・フェイム制作。ジョージ・C・スコット、トリッシュ・ヴァン・ディヴァー出演。
フェアリーテール・シアター（Shelley Duvall's Faerie Tale Theatre）
1984年アメリカ。シェリー・デュヴァルがホストのオムニバスドラマとして放送されていた同ドラマの1エピソードとして映像化された。ロジェ・ヴァディム監督。スーザン・サランドン、クラウス・キンスキー、アンジェリカ・ヒューストン出演。
美女と野獣（Beauty and the Beast）
1987年 - 1990年アメリカ。CBSで3シーズンにわたり放送。日本でもNHK BS2などで放送された。リンダ・ハミルトン、ロン・パールマン出演。
美女と野獣（Die Schöne und das Biest）
2012年ドイツ／オーストリア。マーク・アンドレアス・ボーチャート監督。第2ドイツテレビを中心にメルヘンシリーズの1作として作成され、クリスマスに放映された。日本ではGYAO!が日本語字幕で提供。

### 音楽
マ・メール・ロワ（Ma Mère l’Oye）
1910年頃。モーリス・ラヴェルによるピアノ連弾組曲。この組曲の第4曲が「美女と野獣の対話」である。
美女と野獣（Beauty and the Beast）
1977年。イギリスのミュージシャン、デヴィッド・ボウイの11枚目のアルバム『英雄夢語り (ヒーローズ)』（原題："Heroes"）収録。

### バレエ
マ・メール・ロワ（Ma Mère l’Oye）
ラヴェルのピアノ曲をバレエ用に編曲。1912年にJ・ユガール振付でパリで上演された。
マ・メール・ロワの物語（Contes de Ma Mère l’Oye）
1915年、パリ・オペラ座バレエでラヴェルの曲にL・スターツ振付で上演された。
美女と野獣（Beauty and the Beast）
1949年。全1幕。J・クランコ振付。英国サドラーズ・ウェルズ劇場バレエ団 （現バーミンガム・ロイヤル・バレエ団）。前述M・ラヴェルによる組曲を用いたもの。パ・ド・ドゥを拡大したような構成で、クランコの最初期の作品の一つ。
美女と野獣（Beauty and the Beast）
1969年。全2幕。P・ダレル振付、T・ムスグレイブ作曲（新規作曲）。英国スコッティッシュ・バレエ団。その後ドイツ版も作られた。
美女と野獣（Beauty and the Beast）
2003年。 序章つき全2幕。デヴィッド・ビントレー振付、グレン・ビュアー作曲（新規作曲）。バーミンガム・ロイヤル・バレエ団。レパートリーとして定着しており頻繁に再演されている。2008年1月に同バレエ団の来日公演が行われ、佐久間奈緒がベル役を踊った。

### 舞台
オペラ『美女と野獣』
作曲：水野修孝、台本：大久保昌一良。1989年初演。
ミュージカル『美女と野獣』

ミュージカル『バラの国の王子』〜ボーモン夫人作「美女と野獣」より〜
2011年3月から5月に宝塚歌劇団月組公演として、宝塚大劇場と東京宝塚劇場で上演。脚本・演出は木村信司が担当。主演は霧矢大夢。
システィーナ歌舞伎『美女と野獣』
2016年2月に大塚国際美術館システィーナホールで上演。作・演出は水口一夫が担当。

### 舞踏
宿納森（すくなむい）の獅子
沖縄の組踊の立方・嘉数道彦が2004年、沖縄県立芸術大学の大学院の修士演奏として、同作品原作のディズニー映画に構想を借りて製作した新作組踊。
ディズニー映画に構想を借りた作品であるが、その内容は現存する組踊の大部分の例に漏れず、仇討物である。
この作品は、組踊の役で最も身分の低い役・間の者（マヌムン）に、新たな人物像を創り出す試みがなされた組踊である。現存する組踊の中の間の者は、ほとんど端役か上演時間の長い作品で、前半のあらすじを登場人物のものまねを交えながら語る道化役程度の扱いでしかないが、この作品ではディズニー映画でおなじみの、おしゃべりで陽気なサブキャラを髣髴とさせる人物として描かれている。特に、陽気な人物像は地謡の楽曲でも表現されている。
また、映画の名場面でもある『美女と野獣のワルツ』のシーンも琉球舞踊の打組踊り風にアレンジされて取り入れられており、さらにその場面のための地謡の新曲が書き下ろされている。
なお、この組踊の作者の嘉数は、初演からその間の者役である板良敷（いたらしち）のバーチー（おばさん）を演じている。

## 日本語訳
ボーモン版
- 小林正訳 穂高書房 1948年
- 鈴木豊訳 角川文庫 1971年。グーテンベルク21（電子書籍）で再刊
- 中島和子訳 東洋文化社 1981年
- 北村太郎訳 王国社 1992年
- 村松潔訳 新潮文庫 2017年

ヴィルヌーヴ版
- 『美女と野獣 オリジナル版』藤原真実訳 白水社 2016年